# 16-й меридіан східної довготи
16-й меридіан східної довготи — лінія довготи, що лежить на 16 градусів східніше Гринвіцького меридіана. Вона проходить від Північного полюса через Північний Льодовитий океан, Європу, Африку, Атлантичний океан, Південний океан та Антарктиду до Південного полюса.

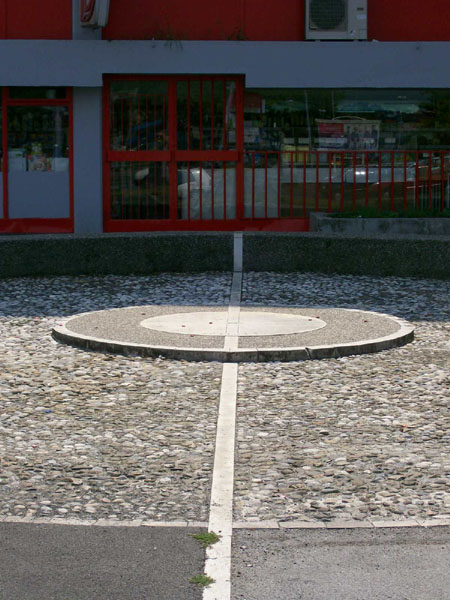
Пам'ятний знак в Загребі, Хорватія

16-й меридіан східної довготи формує велике коло разом із 164-тим меридіаном західної довготи.

## Список географічних об'єктів, що перетинає 16° сх. д.
Починаючи на Північному полюсі та рухаючись до Південного полюса, 16-й меридіан східної довготи проходить через:
| Координати                                                 | Країна, територія або море       | Примітки                                                          |
| ---------------------------------------------------------- | -------------------------------- | ----------------------------------------------------------------- |
| 90°0′ пн. ш. 16°0′ сх. д. / 90.000° пн. ш. 16.000° сх. д.  | Північний Льодовитий океан       |                                                                   |
| 80°1′ пн. ш. 16°0′ сх. д. / 80.017° пн. ш. 16.000° сх. д.  | Норвегія                         | Шпіцберген — проходить через острів Шпіцберген                    |
| 76°45′ пн. ш. 16°0′ сх. д. / 76.750° пн. ш. 16.000° сх. д. | Атлантичний океан                | Гренландське море Норвезьке море                                  |
| 69°18′ пн. ш. 16°0′ сх. д. / 69.300° пн. ш. 16.000° сх. д. | Норвегія                         | Проходить через острови Андьой[en] і Хінньойя та материк          |
| 66°52′ пн. ш. 16°0′ сх. д. / 66.867° пн. ш. 16.000° сх. д. | Швеція                           |                                                                   |
| 56°12′ пн. ш. 16°0′ сх. д. / 56.200° пн. ш. 16.000° сх. д. | Балтійське море                  |                                                                   |
| 54°15′ пн. ш. 16°0′ сх. д. / 54.250° пн. ш. 16.000° сх. д. | Польща                           |                                                                   |
| 50°36′ пн. ш. 16°0′ сх. д. / 50.600° пн. ш. 16.000° сх. д. | Чехія                            |                                                                   |
| 48°47′ пн. ш. 16°0′ сх. д. / 48.783° пн. ш. 16.000° сх. д. | Австрія                          |                                                                   |
| 46°50′ пн. ш. 16°0′ сх. д. / 46.833° пн. ш. 16.000° сх. д. | Словенія                         | Приблизно на 11 км                                                |
| 46°43′ пн. ш. 16°0′ сх. д. / 46.717° пн. ш. 16.000° сх. д. | Австрія                          | Приблизно на 6 км                                                 |
| 46°40′ пн. ш. 16°0′ сх. д. / 46.667° пн. ш. 16.000° сх. д. | Словенія                         |                                                                   |
| 46°18′ пн. ш. 16°0′ сх. д. / 46.300° пн. ш. 16.000° сх. д. | Хорватія                         | Проходить через Загреб                                            |
| 45°13′ пн. ш. 16°0′ сх. д. / 45.217° пн. ш. 16.000° сх. д. | Боснія і Герцеговина             |                                                                   |
| 44°38′ пн. ш. 16°0′ сх. д. / 44.633° пн. ш. 16.000° сх. д. | Хорватія                         |                                                                   |
| 43°29′ пн. ш. 16°0′ сх. д. / 43.483° пн. ш. 16.000° сх. д. | Адріатичне море                  |                                                                   |
| 42°59′ пн. ш. 16°0′ сх. д. / 42.983° пн. ш. 16.000° сх. д. | Хорватія                         | Проходить через острів Бишево                                     |
| 42°57′ пн. ш. 16°0′ сх. д. / 42.950° пн. ш. 16.000° сх. д. | Адріатичне море                  |                                                                   |
| 41°57′ пн. ш. 16°0′ сх. д. / 41.950° пн. ш. 16.000° сх. д. | Італія                           |                                                                   |
| 41°40′ пн. ш. 16°0′ сх. д. / 41.667° пн. ш. 16.000° сх. д. | Адріатичне море                  | Затока Мафредонія[en]                                             |
| 41°26′ пн. ш. 16°0′ сх. д. / 41.433° пн. ш. 16.000° сх. д. | Італія                           |                                                                   |
| 39°25′ пн. ш. 16°0′ сх. д. / 39.417° пн. ш. 16.000° сх. д. | Середземне море                  | Тірренське море                                                   |
| 38°44′ пн. ш. 16°0′ сх. д. / 38.733° пн. ш. 16.000° сх. д. | Італія                           |                                                                   |
| 37°55′ пн. ш. 16°0′ сх. д. / 37.917° пн. ш. 16.000° сх. д. | Середземне море                  |                                                                   |
| 31°17′ пн. ш. 16°0′ сх. д. / 31.283° пн. ш. 16.000° сх. д. | Лівія                            |                                                                   |
| 23°27′ пн. ш. 16°0′ сх. д. / 23.450° пн. ш. 16.000° сх. д. | Чад                              | Входить через найпівнічнішу точку Чаду, що лежить на Тропіку Рака |
| 7°30′ пн. ш. 16°0′ сх. д. / 7.500° пн. ш. 16.000° сх. д.   | Центральноафриканська Республіка |                                                                   |
| 3°0′ пн. ш. 16°0′ сх. д. / 3.000° пн. ш. 16.000° сх. д.    | Камерун                          |                                                                   |
| 1°45′ пн. ш. 16°0′ сх. д. / 1.750° пн. ш. 16.000° сх. д.   | Республіка Конго                 |                                                                   |
| 3°44′ пд. ш. 16°0′ сх. д. / 3.733° пд. ш. 16.000° сх. д.   | ДР Конго                         |                                                                   |
| 5°52′ пд. ш. 16°0′ сх. д. / 5.867° пд. ш. 16.000° сх. д.   | Ангола                           |                                                                   |
| 17°23′ пд. ш. 16°0′ сх. д. / 17.383° пд. ш. 16.000° сх. д. | Намібія                          |                                                                   |
| 28°15′ пд. ш. 16°0′ сх. д. / 28.250° пд. ш. 16.000° сх. д. | Атлантичний океан                |                                                                   |
| 60°0′ пд. ш. 16°0′ сх. д. / 60.000° пд. ш. 16.000° сх. д.  | Південний океан                  |                                                                   |
| 69°41′ пд. ш. 16°0′ сх. д. / 69.683° пд. ш. 16.000° сх. д. | Антарктида                       | Проходить через Землю Королеви Мод (претендує Норвегія)           |